# Mohammad Saufi Mat Senan
Mohammad Saufi Mat Senan (10 oktober 1990) is een Maleisisch  voormalig wielrenner die tussen 2011 en 2015 uitkwam voor Terengganu Cycling Team. Nadien reed hij nog bij Forca Amskins Racing en Sweet Nice Continental.

## Overwinningen
2012
4e etappe Ronde van Thailand
2e etappe Ronde van Hainan

## Ploegen
- 2011 –  Terengganu Cycling Team
- 2012 –  Terengganu Cycling Team
- 2013 –  Terengganu Cycling Team
- 2014 –  Terengganu Cycling Team
- 2015 –  Terengganu Cycling Team
- 2018 –  Forca Amskins Racing
- 2021 –  Sweet Nice Continental

Abdul Hamid · Duarte · Ebsen · Hamdan · Manan · Mat Senan · Mohammed Bakri · Rusli · Zulkifle